# محيي الكلشني
محيي الكلشني (تركية: محیی گلشنی، 1528 أدرنة - 1605 القاهرة) هو أبو طالب محمد بن فتح الله الشاعر والمتصوف التركي.